# Sh2-204
Sh2-204 è una nebulosa a emissione visibile nella costellazione della Giraffa.
Si individua nella parte meridionale della costellazione, in una zona priva di stelle appariscenti e fortemente oscurata; il periodo più indicato per la sua osservazione nel cielo serale ricade fra i mesi di settembre e febbraio ed è notevolmente facilitata per osservatori posti nelle regioni dell'emisfero boreale terrestre, dove si presenta circumpolare fino alle regioni temperate calde.
Si tratta di una grande regione H II situata ad almeno 4000 parsec (13040 anni luce) dal Sistema Solare, probabilmente in corrispondenza del Braccio del Cigno; è possibile che sia quindi legata all'associazione stellare Camelopardalis OB3, fra le cui componenti stellari ve ne sarebbero almeno quattro responsabili della ionizzazione dei gas di Sh2-204, tutte di classe spettrale O. Gran parte delle stime concordano comunque nell'assegnare a questa nebulosa una distanza simile o al più attorno ai 3800 parsec (quasi 12400 anni luce). A Sh2-204 è associata la sorgente IRAS 03519+5718.